# Bracon coniferarum
Bracon coniferarum är en stekelart som beskrevs av Josef Fahringer 1928. Bracon coniferarum ingår i släktet Bracon och familjen bracksteklar. Inga underarter finns listade.